# Gavião-de-pé-curto

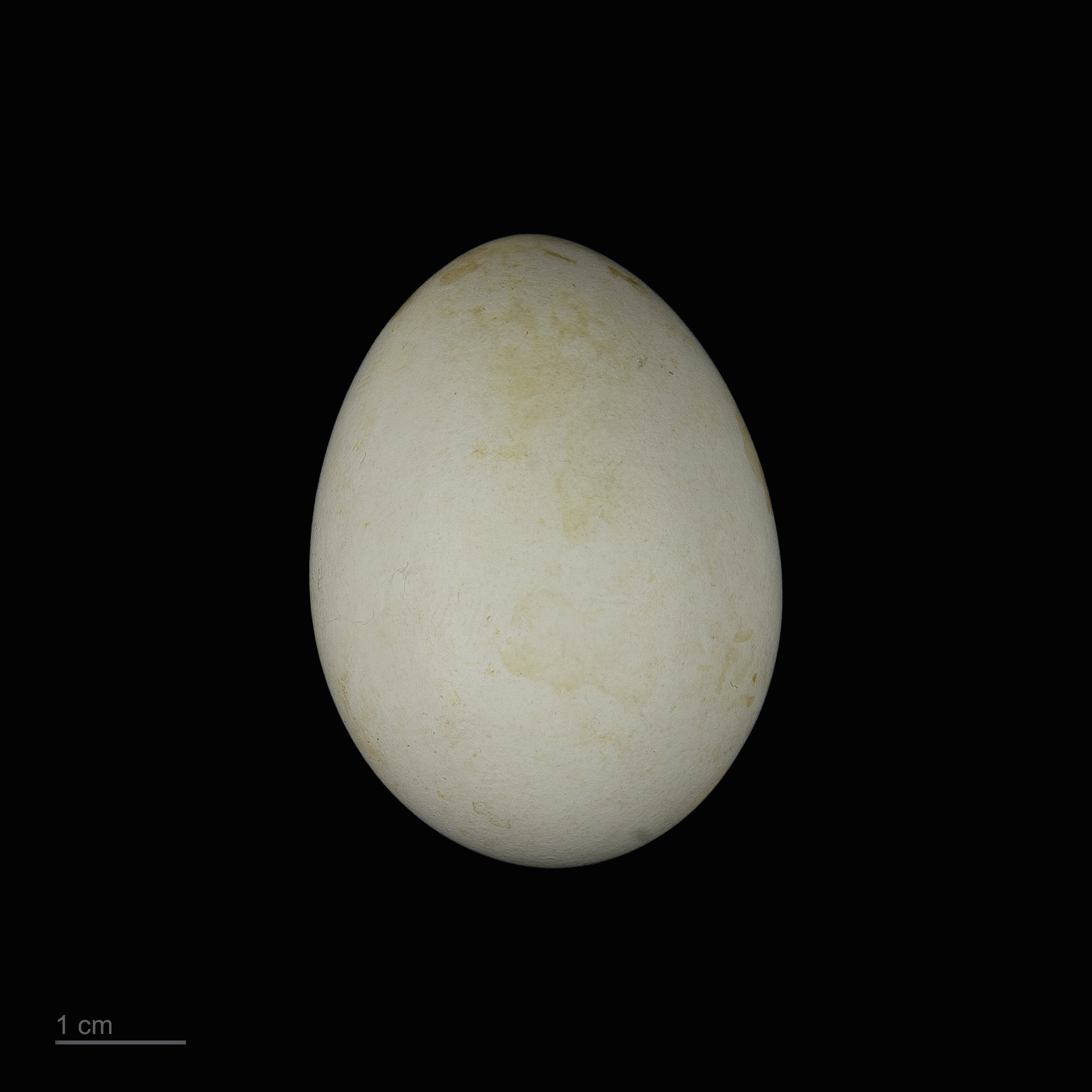
Accipiter brevipes - MHNT

O gavião-de-pé-curto, gavião-do-levante ou gavião-grego (Accipiter brevipes) é um gavião da família Accipitridae.